# دزوغشن

رمز دزوغشن

دزوغشن (Dzogchen بالتبتية: རྫོགས་ཆེན་؛ وبالسنسكريتية:अतियोग) هي مجموعة من التقاليد المستخدمة في تدريس البوذية التبتية تهدف إلى الوصول والمحافظة على حالة نفسية مستقرة تعرف باسم الحالة الطبيعية. يعد دزوغشن المبدأ الرئيسي في التعليم في مذهب ناينغما Nyingma في البوذية التبتية، وكذلك في ديانة بون Bön.
يعتبر الوصول إلى مرحلة دزوغشن أعلى وأكثر الطرق حتمية من الوسائل التسعة إلى التحرر والخلاص.

## اقرأ أيضاً
- ماهامودرا
- بوذية تبتية